# 劉德願
劉德願（？—465年9月18日），南朝宋官员，彭城郡彭城县安上里人，刘怀慎之子。
宋文帝元嘉年間，担任寧遠将軍、竟陵郡太守，被封为南城县開国侯。宋孝武帝大明初年，为游击将军，领石头戍事。因为接受商人韩佛智的行贿，被下獄，剥奪爵位封土。後被再起用秦郡太守。劉德願性格粗率，被宋孝武帝狎侮。大明六年（462年），孝武帝寵妃殷貴妃去世，葬儀结束，孝武帝与群臣至殷氏之墓。孝武帝说：「卿哭贵妃若悲，当加厚赏」，刘德愿应声号哭，顿足捶胸，涕泗交流。医生羊志哭得也很伤心。他日有人问羊志，羊志说：“我那天是哭自己刚死的爱妾。”刘德愿善于御车，孝武帝和他乘车前去江夏王劉義恭宅邸。刘德愿戴着笼冠，穿着短朱衣，执辔驾车，很有风度。大明七年（463年）任豫州刺史。宋前废帝永光元年（465年）担任廷尉。他与柳元景親近，同年八月，柳元景作乱被殺，劉德願連座下獄，八月十三日，被殺害。